# Кимгау

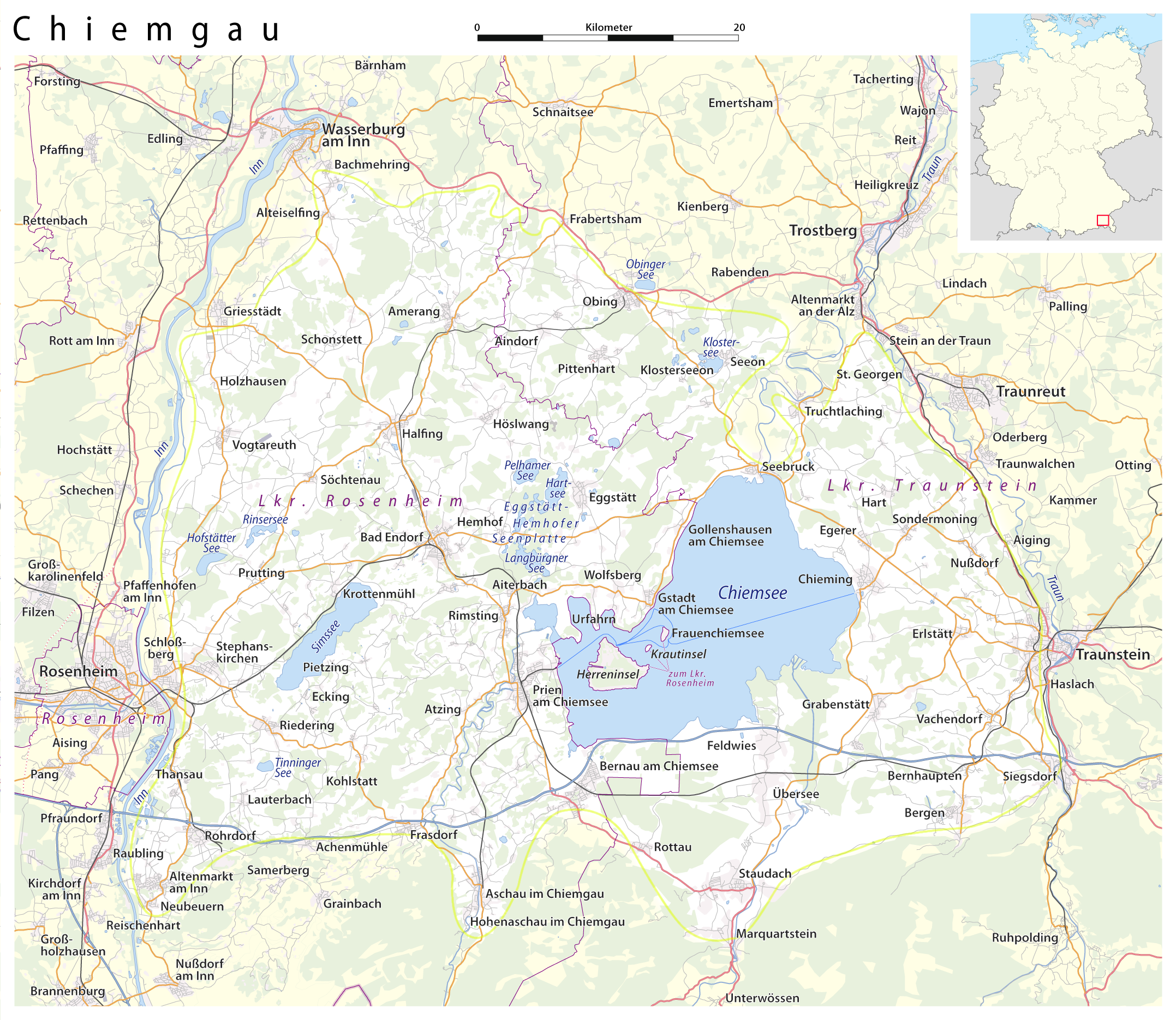
Карта Кимгау

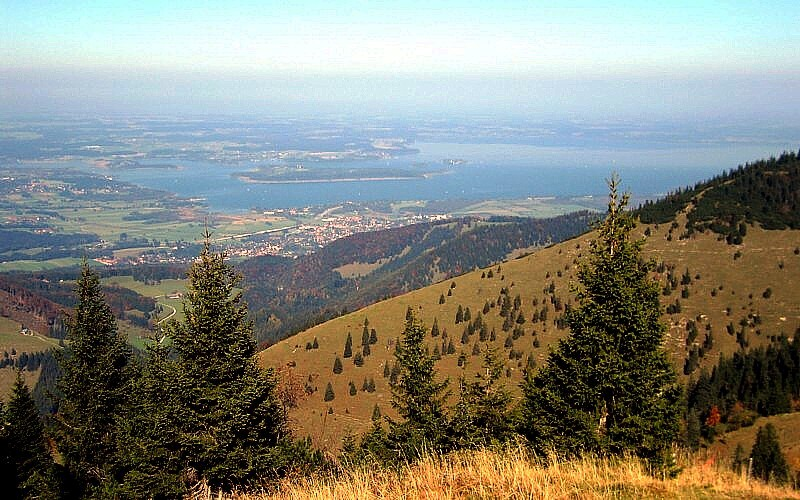
Кимгау. Вид на озеро Кимзе

Кимгау (нем. Chiemgau) — культурно-исторический регион на юго-востоке Германии, в Баварии.

## География
Кимгау находится на юго-востоке Баварии, охватывает территорию округов Траунштайн и Розенхайм и занимает площадь в радиусе 50—60 километров вокруг озера Кимзе. На юге региона расположены Кимгауские Альпы, на западе долина реки Инн служит границей с Баварским нагорьем (Bayerischen Oberland). К востоку лежит Берхтесгаденская земля. Площадь Кимгау составляет 784 км².
Природный ландшафт Кимгау формировался под влиянием ледникового периода, царившего здесь около 15 000 лет назад. Сейчас это холмистая местность с лугами, лесами, болотами и множеством озёр, среди который самое крупное — Кимзе (82 км²). Наибольшие высоты в районе Кимзе достигают 2000 метров над уровнем моря. Согласно некоторым распространённым, не признанным рядом учёных теориям, около 500 года до н. э. над Кимгау взорвалась комета Кимгау, что привело к гибели  жившего в этом регионе кельтского населения.

## История
Человеческие поселения появляются в Кимгау уже в эпоху неолита. В середине I тысячелетия до н. э. здесь расселяются кельты. Позднее он входил в римскую провинцию Норик. Название Кимгау впервые было письменно упомянуто в VIII веке (как «Chimigaoe»). В VIII—IX столетиях тут правили графы Кимгау. Затем длительное время регион находился в совместном управлении Баварии и Зальцбургского архиепископства, при этом Бавария осуществляла высшую светскую власть, а Зальцбург — церковную и — в значительной степени владел землями на местах. Лишь после всеобщей секуляризации в 1803 году Кимгау полностью переходит под власть Баварии.
Так как район Кимгау гористый, то здесь были построены и сохранились многочисленные средневековые замки феодальных сеньоров. В регионе издавна также интенсивно развивались горное дело, закладывались рудники, добывалась соль, добывалось и обрабатывалось железо. Жители Кимгау на протяжении столетий сохранили особенности традиционного народного костюма и обычаев. Своеобразно также творчество местного так называемого «народного театра». Наряду с евро, в Кимгау параллельно используется принимаемая только на его территории региональная денежная единица — Кимгауэр (Chiemgauer). В 2004, 2005 и в 2006 годах в Прин-ам-Кимзе, и в 2010 году в Траунштайне проходили Конгрессы союза региональных валют.

## Города и поселения (избранное)
- Ашау-им-Кимгау
- Бад-Эндорф
- Берген
- Бернау-ам-Кимзе
- Грассау
- Гштадт-ам-Кимзе
- Замерберг
- Зеон-Зебрукк
- Иберзе
- Киминг
- Прин-ам-Кимзе
- Райт-им-Винкль
- Ридеринг
- Рупольдинг
- Траунройт
- Траунштайн
- Унтервёссен
- Эгштетт

## Кухня
Традиционная кухня в Кимгау имеет свои особенности. В первую очередь, известны под названием «кимгауских» следующие блюда и напитки:
- Кимгауский шнапс
- Кимгауская форель с миндалем
- Кимгауские клёцки
- Кимгауский овечий сыр и Кимгауский горный овечий сыр.